# جوناثان أوبنهايمر
جوناثان أوبنهايمر (بالإنجليزية: Jonathan Oppenheimer)‏ هو شخصية أعمال جنوب أفريقي، ولد في 18 نوفمبر 1969 في جنوب أفريقيا.

## وصلات خارجية
- جوناثان أوبنهايمر على موقع إي آس بي آن كريك إنفو (الإنجليزية)